# باغ‌وحش زاگرب
باغ وحش زاگرب (کرواتی: Zoološki vrt Grada Zagreba) یک باغ‌وحش به مساحت ۷ هکتار (۱۷ جریب فرنگی) است که در پارک ماکسیمیر در زاگرب، کرواسی واقع شده است و در سمت مقابل استادیوم ماکسیمیر زاگرب قرار دارد. این باغ‌وحش یکی از سه پارک باغ‌وحش در این کشور است.
باغ‌وحش زاگرب عضو انجمن اروپایی باغ‌وحش‌ها و آکواریوم‌ها و انجمن جهانی باغ‌وحش‌ها و آکواریوم‌ها می‌باشد و در برنامه گونه‌های در معرض خطر اروپا مشارکت دارد.